# Bunetice
Bunetice is een Slowaakse gemeente in de regio Košice, en maakt deel uit van het district Košice-okolie.
Bunetice telt 82 inwoners.